# コスタ・ネデリコヴィッチ
コスタ・ネデリコヴィッチ（セルビア語: Коста Недељковић, ラテン文字転写: Kosta Nedeljković、2005年12月16日 - ）は、セルビアのサッカー選手。ポジションはディフェンダー。

## クラブ歴

### RFKグラフィチャル
2023年3月16日にセルビア・プルヴァ・リーガ、FKズラティボル・チャイェティナ戦でキリアン・ムバッペ、アクラフ・ハキミ、アーリング・ハーランドに匹敵する最高時速36.4km/hを記録した。

### レッドスター・ベオグラード
2023年7月18日、レッドスター・ベオグラードとの契約を2026年まで延長した。
2023年8月6日のセルビア・スーペルリーガ、FKナプレダク・クルシェヴァツ戦に出場し17歳7ヶ月21日でトップチームデビューを果たした。
2023年10月25日のUEFAチャンピオンズリーグ 2023-24 グループステージ、RBライプツィヒ戦に出場し17歳10ヶ月9日でチャンピオンズリーグデビューを果たした。
2023年12月17日、前日に18歳の誕生日を迎えたことを受けてレッドスターとの契約を2027年まで延長した。

### アストン・ヴィラFC
2024年1月22日、アストン・ヴィラFCと契約を締結し、2023-24シーズン終了までレッドスターに期限付き移籍することが発表された。
2024年8月17日のウェストハム・ユナイテッドFC戦でプレミアリーグデビューを果たし、アストン・ヴィラの選手として公式戦に出場した1000人目の選手となった。
2025年2月3日、RBライプツィヒへシーズン終了までのローン移籍する事を発表。2025年7月14日、RBライプツィヒに1シーズンの期限付き移籍で再加入した。

## 代表歴
2024年9月5日のUEFAネーションズリーグ2024-25・リーグA・グループ4、スペイン戦に出場しセルビア代表デビューを果たした。

## 人物
アストン・ヴィラによる2024年8月2日のインタビューでは、自身のアイドルはクリスティアーノ・ロナウドであり、またプレースタイルについては非常に攻撃的でテオ・エルナンデスに似ていると語っている。